# پوست مصنوعی
پوست مصنوعی پوستی است که در آزمایشگاه‌ها رشد داده می‌شود و می‌تواند به عنوان پوستی جایگزین برای افراد دچار آسیب‌های پوستی (مانند سوختگی، بیماری‌های پوستی و …) استفاده شود.

## تاریخچه
پوست بزرگ‌ترین ارگان در بدن انسان‌ها است و از سه لایه اپیدرم، درم و لایه چربی (هیپودرم) تشکیل شده است. اپیدرم لایه بیرونی پوست است که مایعات حیاتی درون بدن را از باکتری‌های خطرناک بیرون از بدن محافظت می‌کند. درم لایه درونی پوست است که شامل رگ‌های خونی، اعصاب، پیاز مو، چربی و غده‌های عرق است. آسیب شدید به قسمت زیادی از پوست باعث دهیدراسیون و عفونت می‌شود که ممکن است باعث مرگ انسان شود.
راه‌های مرسوم برای مقابله با از دست رفتن بخش زیادی از پوست، پیوند از پوست فرد دیگری یا یک جسد است. نقطه ضعف این روش نبود پوست کافی برای این کار است، در حالی که احتمال موفق نبودن عمل و نپذیرفتن پوست جدید توسط بدن یا عفونت نیز وجود دارد. تا زمانی که در اواخر قرن بیستم، پیوند پوست از پوست خود بیمار انجام می‌شود. زمانی که مقدار بسیار زیادی از پوست فرد آسیب دیده این روش با مشکل مواجه است.
پوست ساخته شده از مواد مصنوعی، توسط F.Bruke محقق دانشگاه MIT اختراع شد. در دهه ۱۹۷۰، آن‌ها پلیمری با فیبر کولاژن و مولکولهای شکر ساختند. یک سطح کوچک پر از منفذ تشکیل می‌دهیم. زمانی که سطح پرمنفذ بر روی زخم قرار می‌گیرد، سلول‌های پوستی اطراف آن به نظر می‌رسد تشویق می‌شوند تا سریعتر شروع به فرایند درمان کنند. این اجازه می‌دهد که روند درمان با سرعت بسیار بیشتری ادامه یابد. آن‌ها همچنین پوستی از غضروف کوسه و پوست گاو ساختند. زمانی که این پوست خشک و استریلیزه می‌شود، آن را به غشاهای نازکی تبدیل شود که می‌تواند مانند درم عمل کند. سپس سیلیکون را می‌توان اضافه کرد تا لایه بالایی محافظی مانند اپیدرم ساخته شود. این لایه اضافه شده از درم جدید و مایعات درون بدن به خوبی محافظت می‌کند. درم مصنوعی به رگ‌های خونی اجازه می‌دهد که رشد کنند، اما نمی‌تواند پیاز مو و غدد عرق را تولید کند
در اواخر دهه ۱۹۷۰، محققان پزشکی شروع به آزمایش با پوست مصنوعی بر روی بیمارانی کردند که گزینه دیگری نداشتند. در سال ۱۹۸۱ دو جراح از بوستن طراحی جدیدی از پوست مصنوعی به نام Integra را به دست آوردند. Integra باعث می‌شود که پوست سالم شروع به ایجاد لایه درم جدیدی کند که می‌تواند جایگزین درم‌های آسیب دیده شود.

## پیشرفت‌ها
تحقیقات در این زمینه همچنان ادامه دارد. به‌طور معمول، ساختار کلاژنی استفاده می‌شود (پروتئینی که زمینه ساختار پوست است)، که می‌تواند با سلول‌های بیمار کشت شود یا با استفاده از پوستی که هنگام ختنه کردن از نوزادان حذف می‌شود. لبه‌های پوست مصنوعی با پوست سالم برخورد می‌کند و به پوست جدید اجازه بهبود سریعتر را می‌دهد. پوست مصنوعی باعث جلوگیری از مرگ بیمارانی می‌شود که حتی بیشتر از ۵۰٪ پوست خود را بر اثر سوختگی، مشکلات پوستی یا انواعی از سرطان از دست داده‌اند. تکنولوژی‌های دیگری مانند پوست اسپری اتولوگ توسط آویتا مدیکال تولید شد که در تلاش بود تا به بهبود سرعت ببخشد و ترس بیماران را کاهش بدهد.
مؤسسه فرانهوفر در پروژه بین رشته‌ای مهندسی و بیوتکنولوژیکی بر روی روندی خودکار برای تولید پوست مصنوعی کار کردند که هدف آن‌ها تولید پوست دو لایه‌ای بدون رگ‌های خونی که استفاده می‌شود تا تعامل پوست با محصولات کرمی و پزشکی را مطالعه کنند. آن‌ها امید دارند که محصول بسیار پیچیده تری تولید کنند که برای پیوند استفاده شود.
هانا ونت و یک تیم از گروه آموزشی پلاستیک در دانشکده پزشکی هانوفر آلمان، روشی برای ساخت پوست مصنوعی با استفاده از تار عنکبوت پیدا کردند. قبل از این، اگرچه پوست مصنوعی رشد کرد با موادی مانند کولاژن. این مواد به اندازه کافی قوی نبود. در عوض، ونت و تیمش تار عنکبوت را بررسی کردند، که ۵ برابر از کولار مقاومتر است.
محققان استرالیایی در حال حاضر برای یک راه جدید و نوآورانه برای تولید پوست مصنوعی تحقیق می‌کنند که می‌تواند پوست مصنوعی را سریعتر تولید کند و از راهی بهینه تر اینکار را انجام می‌دهد. پوست تولید شده فقط یک میلی‌متر ضخامت دارد و فقط برای بازسازی اپیدرم استفاده می‌شود. آن‌ها همچنین می‌تواند ضخامت آن را ۱٫۵ میلی‌متر قرار دهند که در صورت نیاز به لایه درم اجازه بازسازی خودش را می‌دهد. این به مغز استخوانی نیاز دارد که از اهدا یا از بدن خود بیمار به دست می‌آید. مغز استخوان به عنوان دانه استفاده می‌شود و در پیوندها برای شبیه‌سازی درم قرار داده می‌شود. این پروژه بر روی حیوانات آزمایش شده است و ثابت شده است که بر روی پوست حیوانات کار می‌کند. پروفسور متز می‌گوید: «در استرالیا، افرادی با سوختگی تا ۸۰ درصد از سطح بدنشان، انتظار می‌رود که نجات پیدا کنند… اگرچه بعد از آن کیفیت زندگی آن‌ها بحث‌برانگیز است، در حال حاضر، برای جایگیزینی پوست سوخته بایگانی‌شده  در ۱۸ اکتبر ۲۰۱۸ توسط Wayback Machine با پوست معمولی… ما متعهد هستیم که نسبت به اینکه نجات آن‌ها از درد به وسیله یک پوست شبیه به پوست زنده اطمینان پیدا کنیم».

## حس لامسه مصنوعی
نوع دیگری از پوست مصنوعی از مواد نیمه هادی قابل انعطاف ساخته شده است که لمس کردن را با اندام‌های مصنوعی فراهم می‌کند. پیش‌بینی می‌شود که پوست مصنوعی به رباتها اضافه شود و در انجام کارهای ابتدایی ظریف و نیازمند لمس کردن به آن‌ها کمک کند. دانشمندان دریافتند که با استفاده از لایه‌هایی از لاستیک با دو الکترود موازی که شارژ الکتریکی را داخل پوست مصنوعی ذخیره می‌کنند، مقدار بسیار کوچکی از فشار شناسایی می‌شود. زمانی که فشار اعمال می‌شود، شارژ الکتریکی لاستیک تغییر می‌کند و تغییر توسط الکترودها شناسایی می‌شود. اگرچه، لایه بسیار نازکی وجود دارد که زمانی که فشار به پوست اعمال می‌شود، مولکولهای جایی برای حرکت ندارند و گرفتار می‌شوند. مولکولها همچنین زمانی که فشار برداشته می‌شود از بازگشت به شکل اصلی خود ناتوان می‌شوند.